# بادرالوك

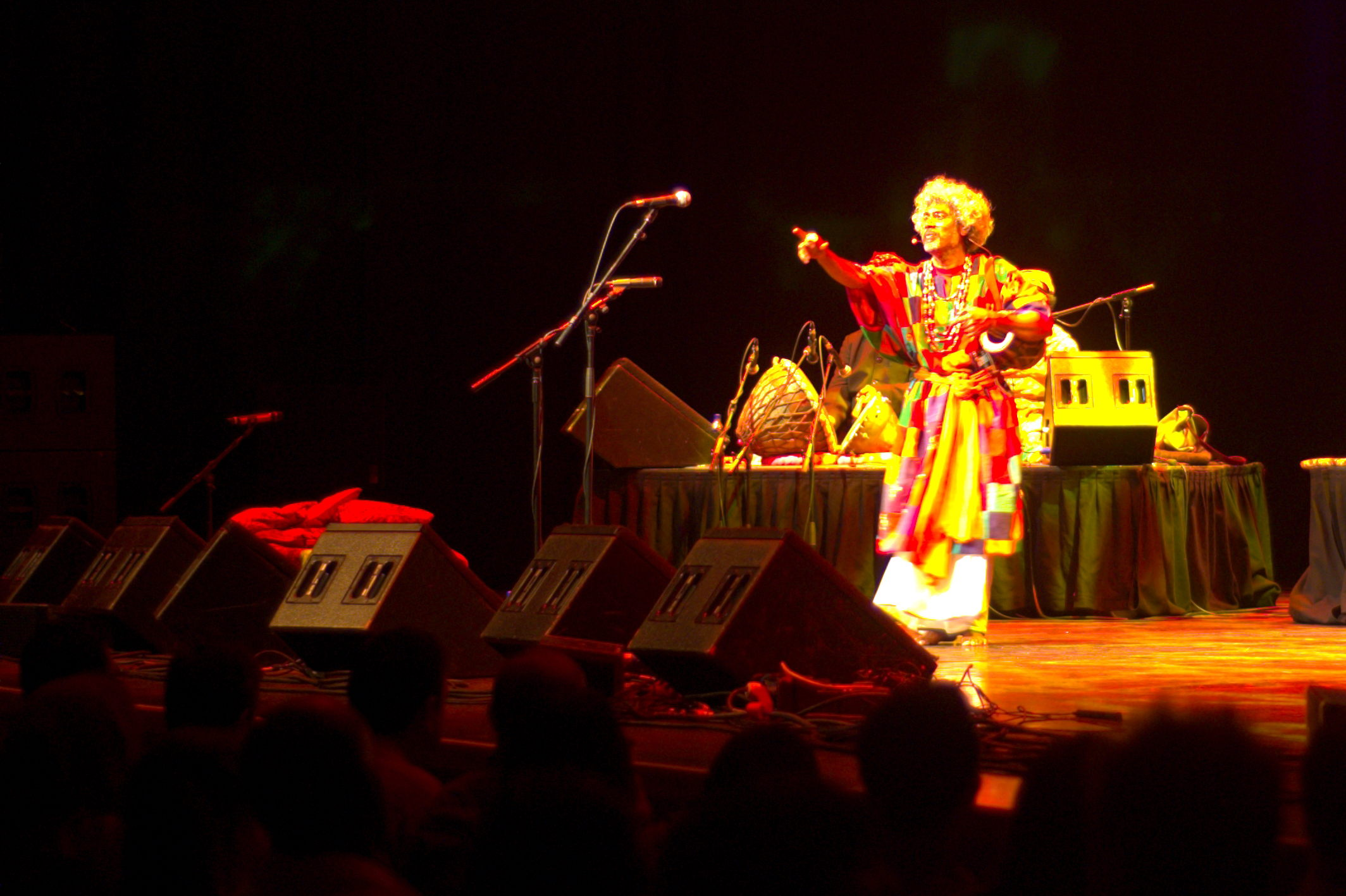

بادرالوك (تعني حرفيًا «رجل نبيل» أو «شخص مهذب»)، وهو تعبير بنغالي تم إطلاقه على الطبقة الاجتماعية الجديدة من «النبلاء» التي ظهرت أثناء عصور الاستعمار (تقريبًا من 1757 حتى 1947) في البنغال. وهو مايزال يستخدم ليشير إلى أفراد الطبقات الاجتماعية المتوسطة وفوق المتوسطة في البنغال.

## تكوين الطبقات والفئات
يُعتبر أغلب، ولكن ليس جميع، أفراد فئة البادرالوك من الطبقة العليا، وبشكل رئيسي البراهمة والبايديا والكاي أستا. لا توجد ترجمة دقيقة لكلمة بادرالوك باللغة الإنجليزية، حيث إنها تنسب امتيازات اقتصادية وطبقية للصعود الطبقي. وعلى الرغم من ذلك، فقد أتى العديد من أفراد فئة البادرالوك في القرن التاسع عشر من طبقة غير تقليدية من البراهمة يطلق عليهم براهمة بيرالي (مثل روبندرونات طاغور) أو الطبقات متوسطة المستوى من التجار (مثل راني راشموني). ولقد تم اعتبار أي شخص تظهر عليه ملامح الثروة الكبيرة والمكانة في المجتمع من أعضاء مجتمع البادرالوك.
يشتمل مجتمع البادرالوك على جميع النبلاء المنتمين إلى طبقة الأغنياء، ذلك بالإضافة إلى قطاعات الطبقة المتوسطة من المجتمع البنغالي. ويعتبر «الزامندار» وهو من ضمن فئات الطبقة المتوسطة العليا وعادةً ما يحمل لقب «تشودري» أو «روي تشودري» في نهاية الاسم و«بابو» في بداية الاسم، كفرد من طبقة البادرالوك. وكان يعتبر الزامندار الذي يحمل لقب الراجا أو المهراجا في مكانة أعلى من الطبقة المتوسطة، ولكن سيظل من ضمن «نبلاء» البادرالوك. ولقد كان جميع أعضاء الفئات المهنية، مثل هؤلاء المنتمين إلى المهن التي ظهرت حديثًا مثل الأطباء والمحامين وأساتذة الجامعة والخدمات المهنية العليا، يُعتبرون من أعضاء مجتمع البادرالوك. وعلى الرغم من ذلك، فلقد اعتبر الفرد الذي يحمل لقب المحترم في نهاية الاسم، وهو لقب يشير إلى منزلة أقل قليلاً من فارس، في مكانة أعلى من فرد من طبقة البادرالوك.

## العوامل الاستعمارية
كان العاملين الأساسيين اللذين أديا إلى ظهور فئة البادرالوك هما، الثروات الهائلة التي جنتها العديد من عائلات التجار بسبب مساعدة تجارة شركة الهند الشرقية الإنجليزية عبر وادي غانغا؛ والتعليم ذو الطابع الغربي (على أيدي حكام الاستعمار والمبشرين). كما أدى الارتفاع الشديد في أسعار العقارات في كلكتا إلى ثراء عدد صغير من ملاك الأراضي بين ليلةٍ وضحاها. وكان أول شخصية معروفة من طبقة البادرالوك هو بلا شك رام موهان روي، الذي قام بسد الفجوة بين طبقة النبلاء التي يغلب عليها الطبع الفارسي في عصر [السلطنة]بالبنغال وبين طبقة الأغنياء الجدد من الكومبرادور المتعلمة على الطراز الغربي.

## النهضة البنغالية
قامت طبقة البادرالوك ببدء عصر النهضة البنغالية والمشاركة فيه. كما كان ظهور البرامو ساماج وغيرها من الحركات المرتبطة بالساماج (وهي فئة بين «المجتمع» و«الجماعات») يعد عامة من ظواهر البادرالوك. ولكي ينضم المرء إلى فئة البادرالوك يجب أن يعتنق بعض القيم المستمدة من الغرب (وإن لم تكن نفس القيم في كل حالة) وأن يكون حاصلاً على قدرٍ من التعليم وأن تكون لديه أحقية في المساعدات والتوظيف بواسطة الحكومة المستعمرة (وبالتالي تقديم شكوى ضدها). في حين أن طبقة البادرالوك تأثرت بالغرب (من حيث أخلاقياتهم ولباسهم وعادات تناولهم للطعام)، فلقد كانت أيضًا الفئة التي مثلت أقوى رد فعل ضد الغرب وقام الكتاب منهم بتقديم أكثر الانتقادات عنفًا وأكثر الدفاعات حماسةً ضد التطبع بالغرب.

## أفراد فئة البابو
المصطلح بابو يعني حرفيًا شخصًا ذا مكانة ومنصب. ويتم استخدامه بشكل أكثر شيوعًا ليشير إلى رجل نبيل، ولكن قد يُقصد به أي شخص يتمتع بمنصب ذي نفوذ ضمن دائرته الاجتماعية. كما كان يتم الإشارة إلى الزامندار الهندي وأيضًا إلى أحد أعضاء الخدمات الحكومية العليا الهندية باللقب بابو. فمن بين ملاك الأراضي خلال فترة رئاسة البنغال السابقة - وخصوصًا في البنغال وبيهار - كان من يحمل لقب بابو عادةً ما يكون زامندار عالي المقام وصاحب ثروة هائلة ويتمتع بنفس مكانة تاكور أو ميرزا، وتعتبر مكانته أقل قليلاً من الراجا. ولقد تم استخدام مصطلح بابو على مر التاريخ للإشارة إلى المراتب العليا في المجتمع الهندي، بما في ذلك الطبقات الحاكمة.
وخلال فترة الاستعمار، كان يتم استخدام المصطلح بازدراء للإشارة إلى أعضاء المجتمع المحلي، وخصوصًا في المحاكم والمنشآت المتعلقة بالإيرادات في أواخر القرن الثامن عشر وبدايات القرن التاسع عشر، حيث تم تعيين أغلب الأعضاء كمنصفين من عائلات مرموقة أو زامندارية.